# Dr. Evil
Dr. Evil (Dr. Malito en Hispanoamérica o Dr. Maligno en España) es un personaje ficticio interpretado por Mike Myers, de la serie de películas de Austin Powers. Es el antagonista de la serie y archienemigo de Austin Powers. Es una parodia de los villanos de James Bond, principalmente Ernst Stavro Blofeld (cuando es interpretado por Donald Pleasence en Solo se vive dos veces). El Dr. Evil constantemente realiza planes para aterrorizar y conquistar el mundo, habitualmente acompañado por Número dos, su esbirro tuerto, quien lidera la corporación malvada Industrias Virtucon; su gato Señor Bigglesworth y su compinche Mini-Me, un clon enano de él mismo.
Myers interpretó nuevamente el personaje en el episodio del 20 de diciembre de 2014 de Saturday Night Live, un show en el que Myers apareció de manera regular.

## Trasfondo ficcional
Dr. Evil relata parte de su infancia durante una sesión de terapia grupal con su hijo Scott en Austin Powers: International Man of Mystery. Su padre era un panadero belga alcohólico y mujeriego, y su madre, una prostituta francesa. 
En la segunda película, va al show de Jerry Springer para hablar con Scott. En la escena eliminada, Jerry le pide que se abra con su hijo: al principio, rechaza esa idea pero luego cuenta hechos muy extraños de su vida, como lograr menstruar a voluntad, su amor por el escote de los dedos de los pies, llamar "Piss" a su testículo izquierdo y "Vinegar" al derecho, ser la primera persona en que ha utilizado los dedos para indicar comillas, dormir en un caballo, haber hecho una efigie vudú de mazapán del Fonz mientras estaba en coma después de fumar marihuana de oración boliviana en la casa de Sammy Davis Jr, y que es la Princesa de Canadá.
En la tercera película de Austin Powers, Goldmember, Dr. Evil aclara que su madre adoptiva era más una esclava sexual de su padre adoptivo que una prostituta.
En Goldmember, Nigel Powers revela que el Dr. Evil es el hermano gemelo de Austin Powers y que su nombre real es Douglas "Dougie" Powers. Explica que Douglas y Austin fueron separados siendo bebés por culpa de la explosión del auto donde iban, y que pensó que sólo Austin había sobrevivido. Dougie fue criado por belgas, lo cual lo hizo tan complicado y malvado. Curiosamente, a pesar de que cita como ciudad natal a Brujas, situada en la Región flamenca de Bélgica, dice no saber cómo hablar holandés; en cambio sí, habla francés, la lengua más común en el sur de Bélgica.
También asistió a la Academia de Inteligencia Británica con Austin, y se enfurece de por vida cuando Austin gana el premio "Agente Internacional del Misterio", mientras él, el mejor estudiante de la academia, fue pasado por alto.
En la primera película, El Dr. Evil es un genio criminal conocido internacionalmente, criogenizado en 1967 y descongelado en 1997. Al igual que Austin Power, afronta retos al aclimatarse a la nueva era (a pesar de que tiene su personal, quién se quedó con él, para apoyarlo).
A menudo coloca el dedo meñique en la comisura de los labios, especialmente cuando está entusiasmado o para enfatizar una declaración. A pesar de las diferencias, este movimiento característico puede haber sido tomado de "Number 12 Looks Just Like You" un episodio de The Twilight Zone en que el Dr. Rex utiliza el mismo gesto varias veces. La idiosincrasia pretendía ser un movimiento de firma humorístico para Evil, pero la única razón aparente de Rex para su uso era el de diferenciarse de otros personajes (interpretados por el mismo actor), intencionadamente idénticos a él.
Evil también utiliza el eufemismo frickin'. Ocasionalmente utiliza los dedos de mención innecesariamente, con términos ya familiares para la época como "láser".
La cicatriz en su cara es una referencia a cicatrices similares en villanos de películas del siglo XX, como varios interpretados por Erich von Stroheim (así como un homenaje a Donald Pleasence como Blofeld en Sólo se vive dos veces). Este tipo de cicatriz es normalmente producto de Mensur, una actividad en que participan grupos de estudiantes europeos. En Goldmember se revela que tiene un tatuaje en sus nalgas que dice "E. Diddy". También ha dicho que tiene tres testículos. El Dr. Evil también se suela enfadar cuando lo llaman "Señor Evil" puesto que al haber estudiado en la escuela malvada de medicina, piensa que siempre se le debe llamar Doctor.

## Séquito
El Dr. Evil tiene un diverso y altamente estereotipado grupo de esbirros.

### Frau Kaput
Fundadora del ala militante del Ejército de Salvación. En la segunda película, después de beber el mojo de Austin Powers, adquiere una irresistible atracción por el Dr. Evil y tienen relaciones sexuales. En los créditos finales se revela que es la madre de Scott (en la primera película, se afirma que Scott fue creado por medio del semen congelado del Dr. Evil). En Goldmember, Kaput y Dr. Evil se besan mientras él está en prisión; a pesar de que ambos lo disfrutan (aunque Kaput se haya declarado lesbiana en la película anterior), el propósito era el de transferir una llave a Evil para que escapara. Es una parodia de los personajes Rosa Klebb en la película de James Bond De Rusia con Amor, e Irma Bunt de Al Servicio Secreto de su Majestad. Su apariencia no cambia desde la década de los 60's, lo cual se hizo buscando un efecto cómico. 

### Scott Evil
El Dr. Evil lleva en una relación tensa con su hijo Scott, el cual a menudo señala la incompetencia y la inmadurez del Dr. Evil, así como defectos obvios en sus planes. Por ejemplo, cuando el Dr. Evil pregunta por qué Austin Powers siempre arruina sus planes, Scott le responde "Porque nunca le matas cuándo tienes la posibilidad". Dr. Evil se burla de Scott e ignora sus correcciones, por lo que su plan acaba en fracaso. Scott más tarde pierde el cabello y se vuelve malvado, por lo que obtiene así el respeto de su padre, especialmente después de que Scott le proporciona una piscina llena de tiburones con láseres sujetos a sus cabezas. Cuándo el Dr. Evil cambia de bando para ayudar a Austin a salvar el mundo, Scott toma el mando de la organización malvada.

### Número 2
Número 2 maneja el imperio industrial del Dr. Evil, Industrias Virtucon. Un hombre de negocios por naturaleza, Número 2 se preocupa más por los aspectos financieros de la dominación mundial que por la dominación mundial en sí. En cada película, Número 2 ingenia planes con los cuales no sólo generará beneficios masivos para Virtucon, sino que lo haría tan legítimamente, que dejaría sin excusas a las autoridades para aprehender al Dr. Evil (como invertir en Starbucks por ejemplo). Evil, aun así, rechaza los consejos de Número 2 y a menudo lo castiga "por su insolencia", reclamando que sus estrategias para traer ingresos legítimamente insultan los ideales de un imperio del mal. En la primera película, Número 2 intenta hacer un trato Austin, causando que el Dr. Evil trate de incendiarlo. Aun así regresa en la siguiente película. Ayuda al Dr. Evil a adaptarse a la era nueva, explicándole, por ejemplo, los cambios en la economía. Número 2 es una parodia de Emilio Largo de la película de James Bond, Thunderball, segundo al mando de la organización terrorista SPECTRE.

### Señor Bigglesworth
Señor Bigglesworth es el gato persa de Dr. Evil. Similar al de Blofeld, el característico enemigo de James Bond. Fue criogenizado junto al Dr. Evil, pero perdió todo el pelaje debido a un error en la descongelación: desde entonces, es calvo. Es interpretado por un gato esfinge llamado Ted NudeGent. Mini-Me también tiene un gato miniatura llamado "Mini Señor Bigglesworth"
En la tercera película, Austin Powers en Goldmember, el Señor Bigglesworth es visto solo una vez en toda la película, durante un flashback en que se muestra siendo un gatito, aun con pelo, interpretado en esta escena por un gatito de 12 semanas llamado Chloe. Durante una escena eliminada, el Dr. Evil describe el sujetar a un gato calvo como "sujetar el trasero de alguien".

### Fat Bastard
Página Principal: Fat Bastard
Fat Bastard (Marraneo Pérfido en Hispanoamérica o Gordo Cabrón en España) es un gaitero escocés con obesidad mórbida. Pesa alrededor de una tonelada métrica y su peso le brinda fuerza superhumana, la cual se ve cuando lucha en un ring de sumo en Goldmember. Es un enemigo formidable para Austin Powers. Se caracteriza por su falta de modales, que incluyen flatulencias frecuentes e inusuales hábitos alimenticios tales como canibalismo, más específicamente un gusto por niños (los cuales él llama "la otra, otra carne blanca"). Marraneo Pérfido era originalmente guardia del Ministerio de Defensa Británico, pero desertó al negarse a perder peso, tras haber robado antes el mojo de Austin Powers en 1969. El bastardo gordo aparece al final de Austin Powers en Goldmember, diciendo haber perdido 90 kilos y atribuyendo la pérdida a la "dieta de Subways", aunque niega tener piel sobrante (distinguible fácilmente alrededor de su cuello, con "forma de una vagina") dejada por la pérdida de peso.

### Random Task
Es un exluchador coreano cuya personalidad y estilo de asesinato es una parodia de "Oddjob" de Goldfinger pero, a diferencia de Oddjob, lanza su zapato en vez de su sombrero. Su nombre, en inglés significa 'extraño trabajo'. Random Task hacer sonar su cuello, y a menudo su trabajo es mover cuerpos muertos y la silla del Dr. Evil. Intenta asesinar a Austin, pero este se defiende con una bomba agrandadora de pene sueca, y después es dejado inconsciente con una botella de champaña por Vanessa Kensington.

### Paddy O'Brien
Paddy O'Brien es un exasesino irlandés extremadamente supersticioso. Deja un recuerdo de su brazalete de buena suerte en el cadáver de cada víctima. Aparentemente, Scotland Yard ha intentando seguir el rastro de aquel brazalete por algún tiempo. O'Brien intenta asesinar a Austin asfixiándolo con su brazalete en un baño, pero Austin lo asfixia en un inodoro.
Las cuentas de su brazalete se parecen a los premios del cereal Lucky Charms. O'Brien explica: "¡Siempre hay a mis espaldas encantos afortunados (Lucky Charms)!", El Dr. Evil y Frau, ambos reconociendo esta semejanza, se burlan de él, aunque él nunca entiende.
Es una parodia de Donald "Red" Grant  de la película De Rusia Con Amor.

### Mustafa
Mustafa es un tártaro crimeo y otro ayudante notable. El diseña el proceso de criogenización que preserva al Dr. Evil por 30 años. En 1969, dos años después de ser criogenizado el Dr. Evil de los 60, Mustafá es capturado por el Austin Powers de los 90 (quien había seguido al Dr. Evil de los 90 a través de tiempo) y es forzado a responder por la ubicación del Dr. Evil de los 90; sin embargo, antes de poder contestar es silenciado por Mini-Me casi muere al caer por un acantilado. Sobrevive, con ambas piernas rotas, y clama por ayuda desde el fondo del acantilado. En 1997, cae en una cámara de incineración después de descongelar al Dr. Evil, y este, al ver que el Señor Bigglesworth queda totalmente calvo, envía un esbirro a matarlo, queda inconsciente por el dolor que el esbirro le causa fallar un disparo y darle en el brazo. Sobrevive también a esto y continúa trabajando para Scott Evil.

### Mini-Me
La segunda película introduce el clon del Dr. Evil, Mini-Me, quién es un 1/8 de su tamaño, pero el doble de malvado. El Dr. Evil le considera más un hijo que a Scott. Myers revela en la sección de comentarios de la segunda película que Mini-Me es una parodia de "Majai", de la película La Isla del Dr. Moreau, interpretado por Nelson de la Rosa, cuyo propósito único en aquella película es copiar cada movimiento del personaje de Marlon Brando, "Dr. Moreau",  incluso vistiéndose igual a Brando en cada escena. Y al igual que Majai, Mini-Me nunca habla. Cualquier parecido al personaje de Herve Villechaize, "Nick-Nack", de la película The Man with the Golden Gun es pura coincidencia.

### Otros ayudantes
En los primeros minutos de la primera película, El Dr. Evil aparece acompañado de otros cuatro esbirros: Jürgen (un doctor), Generalissimo (un dictador), Rita (un agente policial) y Don Luigi (un jefe de pandilla con un garfio en una mano, y un cigarro ensartado en el). Todos son ejecutados al fracasar en su intento de matar a Austin Powers. También hay varios esbirros sin nombre que aparecen durante las dos últimas películas.

## Guaridas secretas

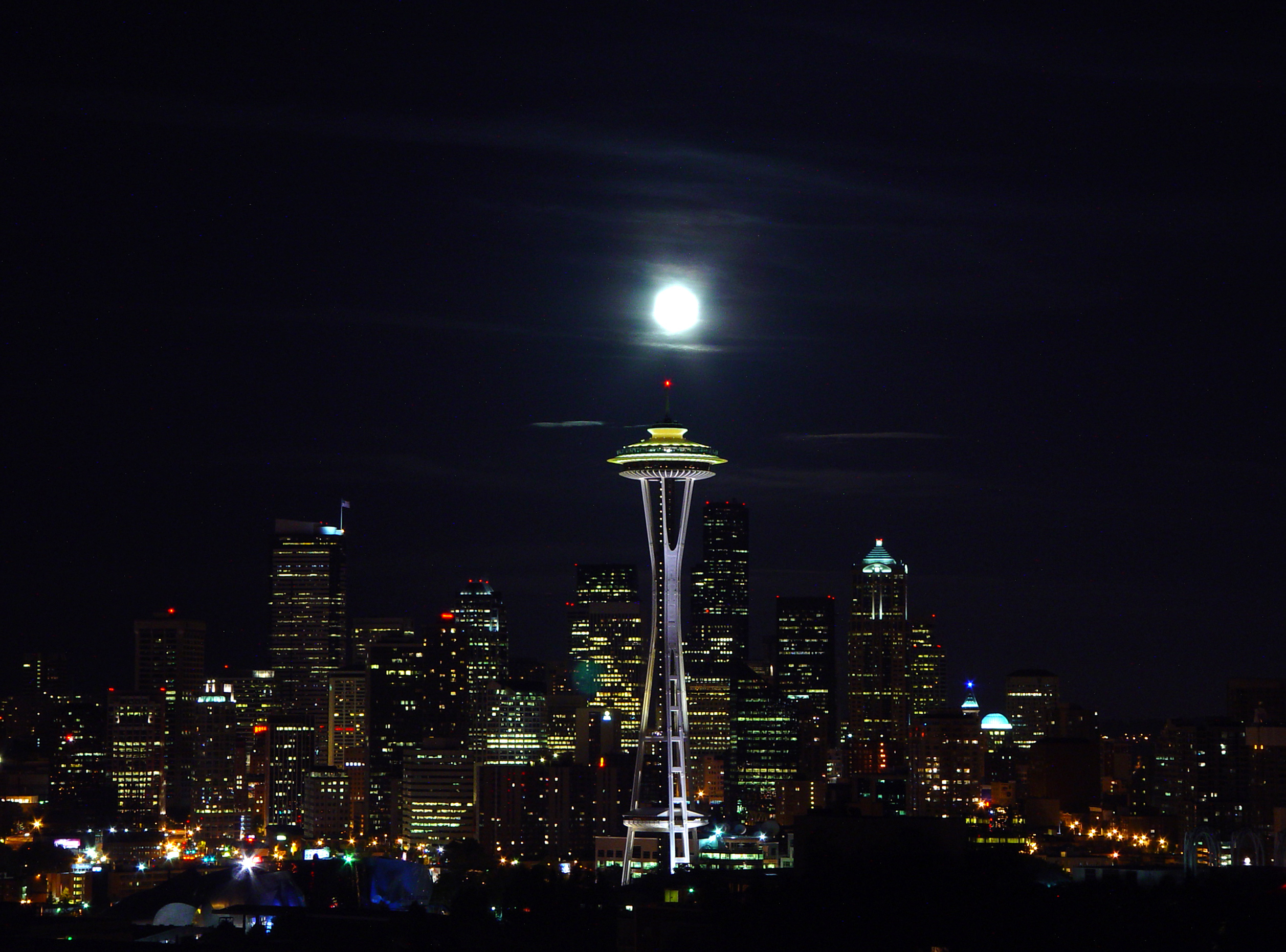
La Aguja Espacial en Seattle

Parodiando a muchos de los villanos de James Bond, el Dr. Evil habita una serie de guaridas elaboradas.
En Austin Powers: International Man of Mystery, la primera guarida del Dr. Evil se encuentra bajo el desierto de Nevada, "en algún lugar fuera de Las Vegas"; lo cual es referencia a Sólo Vive Dos veces y Los Diamantes Son Eternos.
Como consecuencia de una inversión exitosa por Número 2, la siguiente guarida del Dr. Evil en Austin Power: The Spy Who Shagged Me es en la cima de la Aguja Espacial en Seattle, enmarcada como la sede de Starbucks; más tarde, se alberga primero en un volcán en una isla del Caribe con el rostro del Dr. Evil excavado en él (referencia a Sólo Vives Dos veces y Vive y deja morir), y luego en la luna (en homenaje a Moonraker). También tiene una nave espacial con la forma de un pene y dos testículos.
Para la tercera película, Austin Power En Goldmember, el Dr. Evil tiene una guarida nueva detrás de la Señal de Hollywood y también una guarida de submarino con su forma (un homenaje al Liparus de Karl Stromberg en La espía que me amó).

## Planes
El Dr. Evil nombra inconscientemente sus proyectos de dominación mundial con nombres de marcas de la cultura del pop (Estrella de Muerte, The Alan Parsons Project, Preparation H). Por ejemplo, cuando dice que convertirá a la luna en una "Estrella de Muerte" (dicho indicando comillas con los dedos), Scott se burla y lo llama "Darth".
La consistencia de las amenazas que imparte el Dr. Evil varía mucho. Cuándo amenaza con hacer eruptar todos los volcanes del mundo inmediatamente, lo único que hace es exhibir su maquinaria. Cuando hace la amenaza de la "Estrella de Muerte", "demuestra" el poder de su láser al Presidente y su gabinete, mostrándoles imágenes de la película Independence Day, agregando ante la impresión de los espectadores al ver que eran imágenes falsas que su láser "haría algo muy parecido a eso". Cuando amenaza con inundar el mundo, muestra que su rayo tractor es real derribando un satélite que parece un par de pechos.
El Dr. Evil parece para tener problemas comprendiendo el dinero, especialmente con respecto a la economía estadounidense moderna y la inflación. En la primera película, pretende cobrar un millón de dólares para no destruir el mundo, sin entender que aquella no es una suma tan grande como en los 60 debido a inflación, por lo que causa la risa de los funcionarios de la ONU. En la segunda película, el Dr. Evil vuelve a 1969 y pide $100 mil millones, causando esta vez la risa del Presidente y su gabinete, al ser esta una suma de dinero que no existía entonces. En la segunda película, El Dr. Evil dice, "¿Por qué ganar trillones cuando podemos ganar... billones?", ignorando que los trillones son mayor cantidad que los billones. En la tercera película, reclama "1 billón, gagillon, fafillon, shabolubalu millones illiones yilliones de... yenes." Esta vez simplemente confunde a los dirigentes mundiales. En la primera película, otro de sus planes incluyen una amenaza con destruir la capa de ozono y armar un escándalo sobre un matrimonio del Príncipe Carlos, inconsciente de que ambos hechos ya habían ocurrido.
Uno de los deseos más grandes del Dr. Evil es tener tiburones con láseres sujetos a sus cabezas, y se decepciona al no poder obtenerlos debido a las leyes que protegen a las especies en peligro. Para compensar, Número 2 le regala una piscina con percas mutantes, lo cual el Dr. Evil acepta. En la tercera película, Scott hace realidad su sueño, al regalarle una piscina llena de tiburones con láseres.
El Dr. Evil no puede evitar caer en juegos de palabras (dice que su guarida de submarino es "muy larga y dura y llena de marineros (Seamen en inglés)"). Al igual que Auric Goldfinger,  crea modelos de sus planes, preocupándose de que sus esbirros no puedan comprenderlos. Tampoco se preocupa en absoluto por las compañías (Virtucon, Starbucks, Agencia de Talento de Hollywood) que financian sus planes, ignorando todas las sugerencias de Número 2 para aumentar las ganancias de tales compañías. A pesar de que se impresiona al saber que la Agencia de Talento del Hollywood de Número 2 era capaz de reclutar a celebridades como George Clooney, Julia Roberts y Leonardo DiCaprio.

## Parodias

### Películas de James Bond
Así como Austin Powers parodia a James Bond, el Dr. Evil parodia a muchos de sus enemigos. El primero es Ernst Stavro Blofeld, cuando es interpretado por Donald Pleasence en la película Sólo se vives dos veces. Blofeld tiene un gato persa blanco, parodiado por el Señor Bigglesworth del Dr.Evil.
Dr. Evil también lleva ropa muy parecida a la de Julius No, interpretado por Joseph Wiseman, de la película Dr. No, específicamente una combinación entre una chaqueta Nehru y un overol y trajes antirradiación similares. Algunos aspectos, incluyendo algunas de sus frases y su matón Random Task, son elementos que parodian Goldfinger.
Dr. Evil es principalmente una parodia de los personajes de James Bond de la década de 1960, sin embargo también hay referencias a villanos de la década siguiente: El interior de la estación espacial del Dr. Evil en The Spy Who Shagged Me se parece a la estación espacial de Hugo Drax en Moonraker, y el título de la película parodia a la de La espía que me amo.

## En cultura popular
- En World of Warcraft, se puede ver en la entrada de Naxxramas un gato llamado Señor Bigglesworth. También en la búsqueda de un duende nombró Un Duende en la ropa del tiburón, tienes control de un tiburón robótico y uno de vuestros movimientos despide una viga de láser con la descripción que declara, "¡Cada tiburón necesita un freakin' viga de láser!"[4][5]
- Kim Jong-il estuvo referido como el Dr. Evil de la realidad.[6]
- Cuando el fundador de Megaupload, Kim Dotcom, estuvo encarcelado en 2012, el periódico inglés Daily Mail se refirió a él como 'Dr. Evil'.[7]